# 915
Năm 915 là một năm trong lịch Julius.